# صادق فهمي
صادق فهمي هو لاعب كرة قدم مصري سابق، هو أول لاعب كرة قدم مصري يلعب في نادي أرسنال الإنجليزي. لعب أيضًا لأندية الزمالك، وWallingford Wednesday، ونادي الترسانة، وفريق بنسون الإنجليزي.